# Comandante Faà di Bruno
Il Comandante Faà di Bruno è stato un sommergibile della Regia Marina.

## Storia
All'ingresso dell'Italia nel secondo conflitto mondiale era inquadrato nella XII Squadriglia Sommergibili con base a La Spezia.
Svolse una prima missione in Mediterraneo dal 10 al 16 giugno 1940 ed una seconda dal 15 al 23 luglio, entrambe nei pressi di Orano e prive di risultati. 
Se ne decise poi l'invio in Atlantico. Il Faà di Bruno lasciò La Spezia il 28 agosto 1940 e attraversò lo stretto di Gibilterra nella notte fra il 2 ed il 3 settembre; causa le correnti e guasti all'ecoscandaglio perse quota scendendo sino a 140 metri di profondità e a toccare il fondale, senza però danneggiarsi.
Dall'8 al 24 settembre stazionò in pattugliamento a sud delle Azzorre. Compì tre attacchi: il primo, l'8 settembre, ai danni di un piroscafo, il secondo, il giorno seguente, contro la nave cisterna britannica Auris (8000 tsl), il terzo, il 19 settembre, con obiettivo un altro piroscafo; l'Auris fu sicuramente danneggiata mentre riguardo alle altre due navi non si hanno conferme. Il 5 ottobre 1940 attraccò a Bordeaux, sede della base italiana di Betasom.
Il 31 ottobre o il 3 novembre il sommergibile lasciò Bordeaux diretto a ovest della Scozia, in una zona d'agguato compresa fra i paralleli 57°20' e 58°20' N, a ovest del meridiano 20° O; da allora non se ne seppe più nulla.
Fonti inglesi ne attribuirono l'affondamento al cacciatorpediniere HMS Havelock, che l'8 novembre aveva bombardato un sommergibile con cariche di profondità in posizione 56°01' N e 17°50' O rilevando poi l'emersione di relitti, bolle d'aria e macchie di carburante; da successivi riscontri è però risultato che bersaglio di quell'azione era stato un altro sommergibile italiano, il Guglielmo Marconi, che se l'era comunque cavata senza danni rilevanti (i rottami, l'aria ed il carburante erano stati espulsi proprio per indurre l'unità britannica a sospendere la caccia).
In realtà ad affondarlo sarebbe stata l'azione combinata dei cacciatorpediniere HMCS Ottawa (canadese) e HMS Harvester (Royal Navy) che difendevano il convoglio HX-84.
Con il sommergibile scomparvero il comandante, capitano di corvetta Aldo Enrici, 6 altri ufficiali e 48 fra sottufficiali e marinai.